# Zdravko Strniša
Zdravko Strniša, veteran vojne za Slovenijo, * 18. september 1953, Maribor.

## Odlikovanja in priznanja
- bronasta medalja generala Maistra (24. oktober 2001)
- spominski znak Obranili domovino 1991 (10. november 1997)